# ゲット・オン・ユア・フィート
「ゲット・オン・ユア・フィート」 (Get on Your Feet)は、グロリア・エステファンの楽曲。通算12枚目（ソロ名義では1枚目）のスタジオ・アルバム『カッツ・ボース・ウェイズ』から2枚目のシングルとしてリリースされた。

## 解説
第26回スーパーボウルのハーフタイムショーに出演した際、本曲を披露した。
マイクロソフトの元最高責任者（CEO)であるスティーブ・バルマーが社内会議でこの曲に合わせて狂ったように叫ぶ動画がネットを中心に話題を呼んだ。
2020年、新型コロナウィルスの世界的流行を受けてマスクの着用や感染予防を呼びかける替え歌「Put On Your Mask」を自身のSNSで公開した。

## 収録曲
日本盤 3" シングル
1. ゲット・オン・ユア・フィート
2. ゲット・オン・ユア・フィート（スペシャル・ミックス）